# Blue Springs (Missouri)
Blue Springs – miasto w Stanach Zjednoczonych, w stanie Missouri, w hrabstwie Jackson. W 2008 roku liczyło 48 080 mieszkańców.